# Dombóvári kistérség
A Dombóvári kistérség a Dél-dunántúli régióban, Tolna megyében található kistérség volt Dombóvár központtal. 2014-ben az összes többi kistérséggel együtt megszűnt.

## Települései
| Attala   | Csibrák | Csikóstőttős | Dalmand   | Dombóvár     |
| Döbrököz | Gyulaj  | Jágónak      | Kapospula | Kaposszekcső |
| Kocsola  | Kurd    | Lápafő       | Nak       | Szakcs       |
| Várong   |         |              |           |              |

## Fekvése
Tamásitól délre volt található. Nyugaton Somogy, délen, délkeleten Baranya megye határolta. A Kelet-Külső-Somogynak a Dombári kistérséghez tartozó része a Koppány és Kapos folyók között nyugat-keleti irányba húzódó löszhát volt. A Tolnai-hegyhát, mint kistáj délnyugati néhány km²-es területe tartozott ide, amelyet 220-240 méter átlagmagasságú lapos tetejű hegyhátak és közöttük húzódó, nagy mélységű eróziós völgyek jellemeznek. A Völgység kistáj Dombóvári kistérséghez tartozó része 205-280 méter abszolút magasságú völgyekkel erősen szabdalt löszös dombság volt. Az Észak-Zselic kistáj északkeleti, néhány km²-es területe tartozott hozzá, amely a 250-300 méter átlagmagasságú dombsági táj Kapos-völgyre, illetve a Baranya-patak völgyére leereszkedő lejtőit foglalja magában.
A kistérség a Kapos vízgyűjtő területéhez tartozott. A folyót a 19. század második felében kezdődött folyószabályozási mederbe terelték. Közepes vízhozama Dombóvárnál 4,4 m³/s, Kurdnál 5,1 m³/s. A kistérség északi részéről a vizek a Koppányon keresztül érik el a Kapost. A Baranya-patak közepes vízhozama Csikóstőttősnél 1,4 m³/s.
A terület növényzetének legfontosabb jellegzetessége az illír és pannon flóra közötti átmenetiség. A potenciális növénytakaróban különböző erdőtársulások fordulnak elő a legnagyobb területen. Az eredeti erdőtársulások helyén már nagyobbrészt kultúrerdők vannak, és a természetközeli állományok aránya alig néhány százalék.
Az itt található állatvilág legfontosabb jellegzetessége – a növényzethez hasonlóan – az illír és pannon fauna közötti átmenetiség. A természetközeli élőhelyek kis területei miatt az eredeti állatvilág faj- és egyedszáma is erősen lecsökkent.

## Története
- A térségben megtelepedő első ismert nevű népcsoport, a kelták voltak az I. e. 4. században.
- Dombóváron is lehetett római település (Pons Sociorum), ezt kisebb leletek is valószínűsítik. Fontos utak vezettek keresztül a területen a Sopianae-ból (Pécs) Aquincumba (Óbuda), Sopianae-ból Arrabonába (Győr). A térség Pannónia provincia részeként, 8-ban került a Római Birodalomba. A valóban nagy jelentőségű település, késő római erőd maradványait (Iovia) Alsóhetényben tárták fel, a feltehetőleg Iovia, korábbi polgári város ugyancsak nagy kiterjedésű maradványait pedig valamivel északabbra, Szakcs határában azonosították.
- A honfoglalás után Árpád törzséé lett a terület, amely besenyőkkel betelepített határvidékké vált. Ebből az időszakból meglehetősen kevés emlék maradt fenn.
- A 12. században épült földvár, lakótorony a mai Szigeterdő területén található a vár rekonstrukciója.
- A mai Dombóvár területén ciszterciek alapítottak apátságot a 13. században Tüske városrészben, melyet Ábrahámnak neveztek.
- A 14. században említik először az írásos emlékek Dombó várát.[1]Dombó Pál is volt a Kapos mocsaras árteréből kiemelkedő vár ura.
- A török hódoltság idején közigazgatásilag a budai pasalikba, koppányi szandzsákba, azon belül a dombói nahiéba (járás) került a környék megfogyatkozott lakossága.
- 1691-ben a terület az Esterházyak kezébe került. A visszavonuló török csapatokkal a délszláv lakosság is eltűnt. Dombóvárra magyarok kerültek, illetve a helyi lakosság itt összpontosult.

A 19. századi vasútépítkezések idejéig jelentős szerepe Kocsola, Döbrököz és Szakcs településeknek (oppidumok) volt a településhálózatban. Dombóvár összehasonlíthatatlanul kisebb volt. A jelenlegi településstruktúra kialakulásához a vasútépítkezések járultak hozzá. Az első vasútvonalat 1872-ben, a legfontosabbat - Budapest-Pécs között - 1882-ben nyitották meg.
A település az addig sokkal nagyobb települések fölé nőtt a vasútvonalak kiépülésével, kiemelkedett környezetéből, és vezető településsé lett a térségben, amit máig is őriz.
2004. június 29-én alakult meg a Dombóvár és Környéke Többcélú Kistérségi Társulás, melynek székhelye a kistérség központjában Dombóváron található, a következő célokkal:
Közoktatási feladatok szervezése és ellátása
- Üzemelteti - az Oktatási Minisztérium PHARE Programirodája által - elsősorban a sajátos nevelési igényű gyermekek és tanulók esélyegyenlőségének növelését segítő, foglalkozásokhoz juttatott iskolabuszt.
- A „Kapaszkodó” Szociális és Gyermekjóléti Alapszolgáltató Központ működtetése. Feladatai házi segítségnyújtás (kivéve: Dombóvár, Gyulaj, Szakcs községek közigazgatási területén), családsegítés, közösségi ellátás, gyermekjóléti szolgálat, nevesített gyermekek alternatív napközbeni ellátása, gyermekek átmeneti gondozása.
- Szintén a Társulás keretében működik a szociális alapszolgáltatásokat és szakosított ellátásokat nyújtó, Egyesített Szociális Intézmény székhellyel működő Dombóvár Város, Gyulaj és Szakcs községek szociális intézményeinek Intézményfenntartó Társulása. Feladatai a kistérségi szintű ellátások biztosítsa: ápolást, gondozást nyújtó otthonok, átmeneti elhelyezést biztosító intézmények, körzetesített házi segítségnyújtás, étkeztetés, jelzőrendszeres házi segítségnyújtás, nappali ellátás.
- Az általa fenntartott Reménység Napközi Otthon működtetésével biztosítja a fogyatékos gyermekek és fiatalok nappali ellátását, munka-rehabilitáció és fejlesztő-felkészítő foglalkoztatást, közoktatási pedagógiai szakszolgálati feladatok ellátását.
- Biztosítja a hatályos jogszabályok szerinti belső ellenőrzési feladatok ellátást.
- Közművelődés területén, kistérségi szinten szervezi a közművelődési feladatellátást. A nyilvános könyvtári feladatok magasabb színvonalú ellátása érdekében mozgókönyvtárat működtet.

Egyéb területek
- Szervezi és működteti a kistérség területére kiterjedően a bűnmegelőzés és drogprevenciós tevékenységet.
- Ellátja a nemzeti és etnikai kisebbségek kistérségi érdekképviseletét.
- Koordinálja a kistérségi nyugdíjad klubok tevékenységét.
- Kapcsolattartás és együttműködést a civil szervezetekkel.
- Sportrendezvények szervezésével, a sportélet támogatásával javítja a sportolási lehetőségeket a kistérségben.
- Elősegíti és összehangolja a tűzoltóság, katasztrófavédelem és a polgári védelem térségi jellegű feladat-ellátását.
- Működteti a Dombóvár-Gunarasfürdő (Dombóvár-Gunaras, Tó u. 10.) területén lévő Gyermek és Ifjúsági Tábort.
- Működteti a Balatonfenyvesi Ifjúsági Tábort (Balatonfenyves, Kaposvári u. 42-44.)
- Ellátja a Tourinform Iroda működtetésével kapcsolatos teendőket.

Területfejlesztési feladatok ellátása
- Vizsgálja és értékeli a kistérség társadalmi, gazdasági és környezeti helyzetét, adottságait.
- Kidolgozza és elfogadja a kistérség területfejlesztési koncepcióját, illetve ennek figyelembevételével készített területfejlesztési programját, ellenőrzi azok megvalósítását.A kistérségi területfejlesztési program figyelembevételével előzetesen véleményt nyilvánít a meghirdetett központi és regionális pályázatokra az illetékességi területről benyújtott támogatási kérelmekkel kapcsolatban, feltéve ha ez a jogkör a pályázati felhívásban is szerepel.
- Pénzügyi tervet készít a területfejlesztési programok megvalósítása érdekében, elősegíti a fejlesztési források hatékony, a települések szoros együttműködését erősítő felhasználását.
- Közreműködik a kistérségben kialakult társadalmi, gazdasági és foglalkoztatási válsághelyzetek kezelésében.
- Koordinálja a kistérségben a területfejlesztésben érdekelt szervezetek együttműködését, együttműködik az állami civil szervezetekkel.
- A kistérségben összegyűjti és további előkészítésre alkalmassá teszi a gazdasági és társadalmi szervezeteknek a fejlesztési programokkal, projektekkel kapcsolatos elképzeléseit.
- Folyamatosan kapcsolatot tart a Megyei Területfejlesztési Tanács munkaszervezetével, a regionális fejlesztési ügynökséggel, a kistérségi megbízottakkal, a kistérségben működő közigazgatási szervezetekkel, intézményekkel, fejlesztési szükségletek és a bevonandó helyi források feltárása érdekében.

## Nevezetességei
Jágónak Tolna és Somogy megye határán, Dombóvártól 8 km-re dombos hegyhátvidéken található, csak közúton érhető el, illetve kerékpárúton Kaposszekcsőig.
A községnek idegenforgalmi szempontból kiemelkedő nevezetessége nincs, azonban körülötte gyönyörű természeti környezet található, mely turistacsalogató a természet szerelmeseinek, szintén a település határában található a három vármegye találkozását megörökítő kopjafa.

### Kulturális adottságok
A kistérség községeiben szintén nincsenek igazán kiemelkedő jelentőségű, önálló vonzerőként számba vehető műemlékek. Azonban sok kisebb nevezetességre lehet joggal büszke a térség. A következőkben tekintsük át ezeket:
Attalában található Nepomuki Szent János 1793-ban emelt barokk stílusú szobra.
Csikóstőttősön tekinthetjük meg a környék egyetlen szabadtéri szoborparkját, melyben Ambrus Sándor, szobrászművész alkotásai láthatók, valamint a faluházban Helytörténeti Gyűjtemény is várja az idelátogatókat.
Döbrököz nevezetessége az ún. Webőczy-vár, melyet a 16. században a Tripartitum megalkotója uralt. Az egykori várból manapság csupán néhány falmaradvány maradt. A község másik nevezetessége az 1900 és 1902 között emelt olasz stílusú templom.
Gyulajon 1992 óta működik Helytörténeti Kiállítás. 1996-ban költöztették végleges helyére (7227 Gyulaj, Rákóczi u. 2. szám alá). 3 helyiségben helyezték el a kiállítást. Itt az érdeklődők megtekinthetik a gyulaji népviseletet, a mezőgazdaság és a kender-feldolgozás eszközeit, korhű szobabelsőket.
Kapospulán Szent Péter és Pál tiszteletére épült katolikus templom áll, mely a 18. században barokk stílusban épült.
Kaposszekcső barokk katolikus templomát 1789-ben emelték, és mellette találjuk a község másik templomát is az evangélikus templomot.
Kocsola barokk temploma 1783-ban épült, Szent Anna tiszteletére. 1999 őszétől működik a község tájháza a régi plébániai hivatal épületében. 3 helyiségben helyezték el a korabeli mezőgazdasági, konyhai, használati eszközöket. Egy helyiséget korabeli szobának rendeztek be: magyar –német hímzésekkel, ágytakarókkal korabeli bútorokkal (asztal, szék, bölcső, ágy, stb.) és a sváb népviselettel is megismerkedhetünk.
Kurd 1763-ban épített templomában két jelentős műalkotás is található. Az egyik az oltára, melyet Johann Martin Fischer szobrász készített 1775-76-ban. A másik Zichy Mihály Szent Anna című oltárképe. Kétségtelen művészettörténeti értéket képvisel.
Lápafő külterületén található az, az emlékhely, mely Sobri Jóska híres betyárnak állít emléket.
Nak temploma 1758-ban épült barokk stílusban. A templom valóban lenyűgöző műalkotás, megtekintése élményt nyújt. Itt született Széles Lajos a Naksol égés elleni krém feltalálója.
Szakcs gótikus stílusban épült templomát 1729-ben építették újjá barokk stílusban. Ugyanitt, az un. Öreg hegyen áll egy zsuptetős présház, védettséget élvező népi emlék.
Várong római katolikus temploma 1752-1759-ben épült barokk stílusban. Itt találjuk még Takács Lajos szociológus szülőházát, és Hegyi Attila tulajdonát képző Kaktusz Múzeumot.

#### Tinódi Lantos Sebestyén(1511-1556)
Elsőként Tinódi Lantos Sebestyén nevét kell megemlíteni. Egy csatában történt sebesülése után, mivel a kardot nem tudta tovább forgatni, azt a lantra és a tollra cserélte, s így folytatta harcát a török ellen. Sebét Dombóváron kezelték, mely vár ekkor örökség révén Werbőczy Imre tulajdona volt. 1537-38 körül itt írta Jázon és Médeia című mitológiai tárgyú művét. A versfőkből deríthetjük ki a szerzőt és az írás helyét: „Tinódi Sebestyén deák készítette, midőn bal kezét Dombóváron nehéz seb gyötörte.”
1542-43-ban Tinódit megint a környéken találjuk, Dáró várában, amely szintén Werbőczy Imre tulajdonában volt, a dombóvári vártól látótávolságra, ma Jágónak község határában található a helye. Itt írta 1543-ban „Werbőczi Imrének Kászon hadával kozári mezőn viadalja” című históriás énekét, melyben az 1542. március 25-én a kozári (ma Egyházaskozár, Baranya vármegye) mezőn lezajlott csatát írja le. A mű 1554-ben Kolozsváron jelent meg nyomtatásban „Cronica Tinódi Sebestyén szörzése” címen.

#### Veszelei Károly(1867-1902)
A család Morvaországból került Magyarországra, eredeti nevük Wessel, melyet később Veszeleire magyarosítottak. A költő apja posztógyáros volt Veszprémben, s ő ott született 1867-ben. Az apa tüdőbajban halt meg, s fia ezt a betegséget örökölte, amiből nem tudták kigyógyítani. Az özvegy két fiával 1889-ben telepedett le Dombóváron, a mai Kossuth Lajos utcában. Emléktábla jelöli a házat, melyben laktak.
Veszelei Károly kora ifjúságától kezdve írt verseket, sokat küszködve kereste egyéni hangját. Emléktáblája „a bánatos melódiák költője” kifejezéssel jellemzi.
Veszelei Károly életében két verseskötete jelent meg: 1894-ben „Hervadás regéi”, 1897-ben „Fel a szívekkel” címen. Halála után hátrahagyott verseit 1903-ban jelentette meg Hajdú Miklós dombóvári származású újságíró, „Melódiák” címen.
A költő 35 évesen, 1902. április 12-én önkezével vetett véget életének. A dombóvári izraelita temetőben helyezték örök nyugalomra.

#### Szepessy László(1880-1915)
Eredeti neve Szijártó László. 1880. szeptember 8-án született Dombóváron, s itt végezte az elemi iskolát is. Gimnáziumba Kaposvárra és Pécsre járt, érettségi után papnövendék lett a cisztercitáknál, de nem szentelték pappá. A budapesti egyetemen szerzett tanári diplomát, s a mosonmagyaróvári és a váci gimnáziumban tanított. 1902-től a „Dombóvár és Vidéke” hírlapot is szerkesztette. A tanári pályát elhagyva 1907-től Budapesten a „Kis Pajtás” című gyermeklap szerkesztője lett.
Nyolc verseskötete jelent meg:
- Költeményei (1903),
- Csalogánydalok (1903),
- A vitéz huszár (elbeszélő költemény, 1904),
- Hazafias Mária dalok (1907),
- Liliomok lilioma (1909),
- Virágos vonattól a vöröskeresztesig (1914),
- Lakodalmi köszöntő (1914),
- Katonaversek (1914).
A Hit és haza című általa szerkesztett antológiában található Szent Erzsébet legendával első díjat nyert a kölni virágjáték-világversenyen.
Tartalékos főhadnagyként 1915-ben az olasz frontra került, s augusztus elsején Doberdónál, roham közben, hősi halált halt.

#### Illyés Gyula(1902–1983)
Illyés Gyula Tolna vármegyében, Rácegrespusztán született 1902. november 2-án. Dombóvárral apai ágon (Illés) került kapcsolatba, s itteni élményei, emlékei több művében meg is jelennek. Itt kezdte középiskolai tanulmányait 1913 szeptemberében az akkor induló gimnáziumban. A Zrínyi Ilona Általános Iskola falán 1987 óta emléktábla hirdeti: „Az én életemben Dombóvár volt az első város” - a pusztákról érkezve ebben az épületben kezdte meg gimnáziumi tanulmányait az 1913/14-es tanévben. Dombóváron ma gimnázium van elnevezve Illyés Gyuláról, amelynek bejáratánál 2001-ben avatták fel a névadó szoborportréját.

#### Sipos Gyula(1921-1976)
1921. február 18-án született az akkor közigazgatásilag Újdombóvárhoz tartozó Tüskepuszta|Tüskepusztán. A család hamarosan a közeli Alsóhetény pusztára költözött, ő középiskolai tanulmányait Kaposváron, az egyetemet Budapesten végezte. A Györffy Kollégiumnak lakója, majd 1943-tól annak igazgatója volt. 1945-ben képviselőként részt vett az Ideiglenes Nemzetgyűlés munkájában, s a Nemzeti Parasztpárt vezetőségében dolgozott. Már a háború idején újságíróként tevékenykedett, s élete végéig számos újság munkatársa volt.
Az újságírás mellett jelentős költészetet is alkotott, költészetének meghatározó élménye a pusztai sors. Első verseskötete 1939-ben jelent meg „Lámpák a ködben” címmel. Összesen tizenegy verseskötete, két regénye és egy szociográfiai riportkötete jelent meg, ez utóbbi halála után, 1977-ben „Pusztaiak” címmel.
Költői munkásságáért 1954-ben és 1971-ben József Attila díjat kapott.
1996-ban a volt kastély falán emléktáblát helyeztek el a következő felirattal:
„Tüskében született Sipos Gyula költő, a kétkezi emberek világának hűséges krónikása. Emlékét kegyelettel őrzi Dombóvár város lakossága.”

#### Rab Erzsébet(1900-1982)
Baján született, de dr. Friedmann Hillél főrabbi feleségeként Dombóváron élt. 1944-ben hurcolták el a többi dombóvári zsidóval együtt, s egyike azon keveseknek, akik túlélték a koncentrációs tábort. A második világháború után írásai főleg az Új Élet című izraelita lapban jelentek meg. 1948-ban jelent meg „És nem verik félre a harangot” című műve, mely a dombóvári zsidók deportálásáról szól.

### Helytörténeti sorozat
1993-ban a Dombóvári Városszépítő és Városvédő Egyesület helytörténeti sorozatot indított:
1. helytörténeti kiadvány: Dr. Szőke Sándorné, A dombóvári gimnázium seccói - 1993-94
2. helytörténeti kiadvány: Dr. Szőke Sándor, Dombóvár - 1996
3. helytörténeti kiadvány: Takács Istvánné, Gyökerek nyomában - 1998
4. helytörténeti kiadvány: A Dombóvári Városszépítő Egyesület 15 éve - 1999
5. helytörténeti kiadvány: Takács Istvánné, Arcok Dombóvárról - 2000
6. helytörténeti kiadvány: Dr. Szőke Sándor, Dombóvár háborús évei - 2002
7. helytörténeti kiadvány: Múzeum, a helytörténeti gyűjtemény - 2004
8. helytörténeti kiadvány: Tóth Endre: Studia Valeriana. Dombóvár - 2009
9. helytörténeti kiadvány: Kriston Vízi József - Millisits Máté: Ismerős művek elfeledett alkotója. Horvay János (1874-1944). Dombóvár - 2011
10. helytörténeti kiadvány: Dr. Szőke Sándorné: A főszolgabírói laktól a múzeum épületéig. Dombóvár - 2011

### Helytörténeti kiadványok a kistérségről
Egy lista a teljesség igénye nélkül:
- Beles Lajos könyvei:

Vasutas Murphy
A Dombóvári Vasutas Sportegyesület 75 éve - 2002
- Beles Lajos - Francz József: Fejezetek a dombóvári fűtőházak történetéből - 1998
- Csöglei István: Fejezetek a Dombóvári Tűzoltóság 125 éves történetéből - 2001
- Erky-Nagy Tibor könyvei:

100 év Dombóváron - 2000
Dombóvár tegnap és tegnapelőtt - 2006
DOMBÓ retró - 2008
- Szabó Géza: Föld felett, föld alatt - 2007
- dr. Szombat Tibor: Dombóvár Anno - 2007
- dr. Varga Ferencné: A dombóvári ének-zenei általános iskola története - 2000

### Prospektusok
Vendégségben Dombóváron és környékén - 1998
Dombóvár-Gunaras - 1999
Várong várja Önt! - 1999 - falusi turizmus
Eseménynaptár - 2000
Dombóvár-Gunaras várja Önt! - 2000
Programajánló Dombóvár Gunaras-Gyógyfürdőn és környékén - 2001
Programajánló Dombóvár Gunaras-Gyógyfürdőn és környékén - 2002
Programajánló Dombóvár Gunaras-Gyógyfürdőn és környékén - 2003
Pihenés, egészség, aktív üdülés Dombóvár-Gunaras Gyógyfürdőn és környékén - 2005
Az egészség forrása - 2006
Pihenés, élmény, egészség - 2007
Ahol a pihenés és gyógyulás élmény - 2008
Az élmény Önre vár! - 2009
Pihenés és feltöltődés Dombóváron és környékén - 2011